# Kyndby Huse
Kyndby Huse – miasto w Danii, w regionie Stołecznym, w gminie Frederikssund.